# Iodide

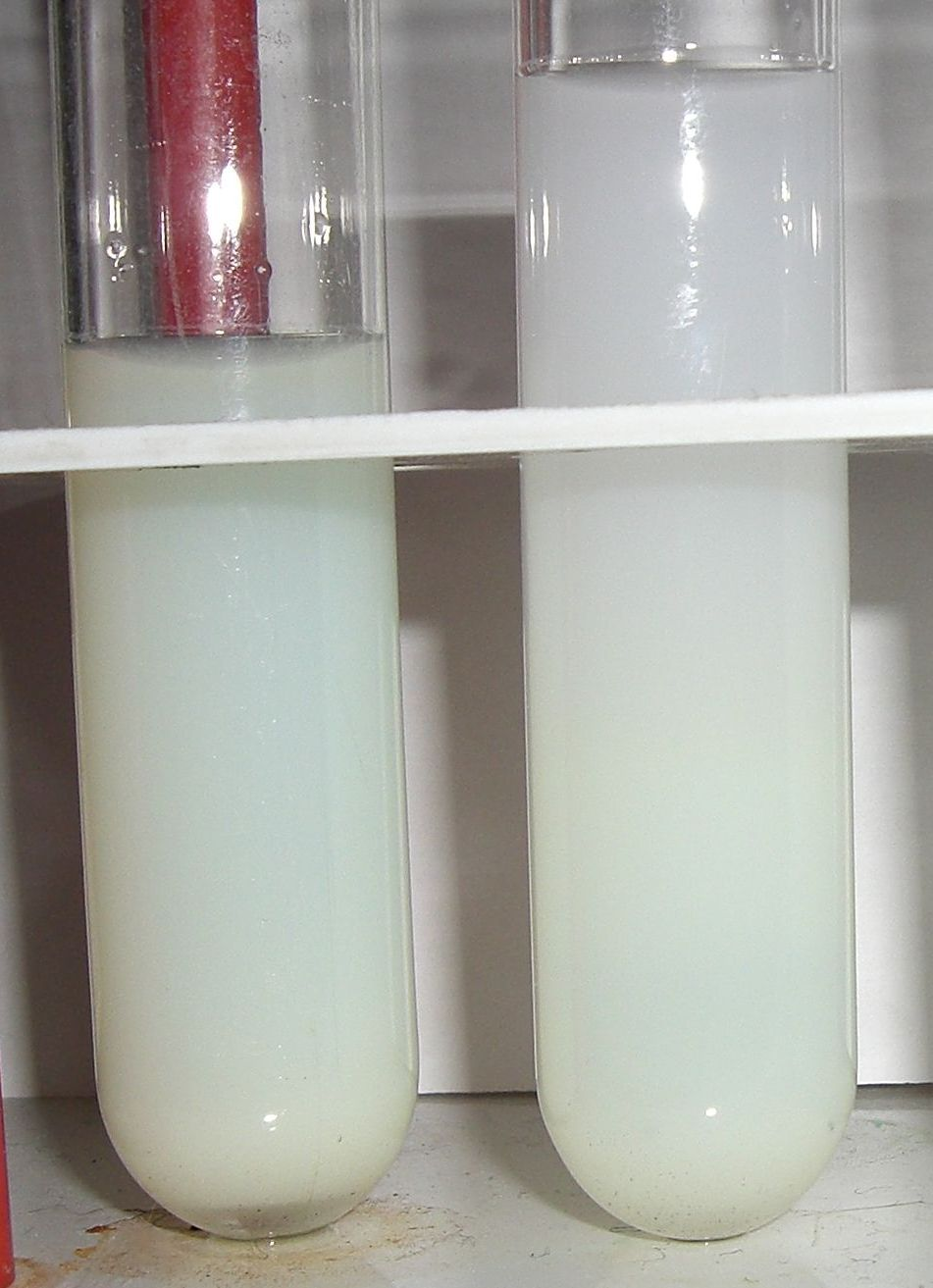
Silberiodid-Niederschlag im Reagenzglas

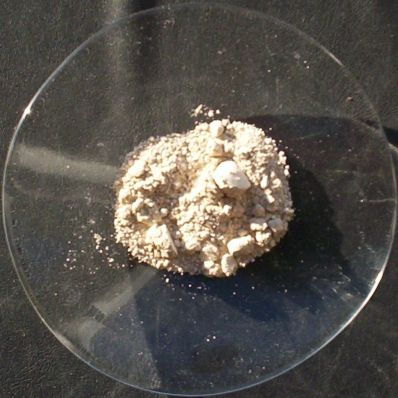
Kupfer(I)iodid, ein aus Kupfer(II)-sulfat-Lösung und Natriumiodid synthetisierbares Präparat (wasserunlöslich)

Als Iodide (frühere Schreibweise: Jodide) werden die Verbindungen des chemischen Elementes Iod mit Metallen bezeichnet (Beispiele: Silberiodid, Kupfer(I)-iodid). Es handelt sich dabei um die anorganischen Salze der Iodwasserstoffsäure (HI). Als Iodide werden auch Nichtmetall-Iod-Verbindungen wie z. B. die kovalenten organischen Kohlenstoff-Iod-Verbindungen bezeichnet. Somit existieren auch anorganische kovalente Iodide, wie z. B. Bortriiodid.
Die salzartigen Iodide enthalten in ihrem Ionengitter als negative Gitterbausteine (Anionen) Iodidionen (I−), die einfach negativ geladen sind. Wichtige Iodide sind Kaliumiodid (KI) oder Natriumiodid (NaI).
Beispiele für organische Iodide sind Iodmethan und Iodoform. Ein weiteres Beispiel sind das Tetramethylammoniumiodid und die Stoffgruppe der Acyliodide. Aromatische Iodide (z. B. Iodbenzol) zersetzen sich photochemisch in Iod-Radikale und Aryl-Radikale, die zu vielerlei Reaktionen befähigt sind.

## Nachweis
Iodide in Lösung ergeben, erhitzt mit konzentrierter Schwefelsäure, violette Dämpfe von elementarem Iod.
Sie lassen sich auch mit den klassischen Nachweisreaktionen für Halogenide nasschemisch nachweisen. Mit Chlorwasser als Nachweismittel entsteht Iod (in Hexan violett). Mit Silbernitratlösung fällt Silberiodid als weißlich gelber Niederschlag aus.

## Anorganische Iodide
- Aluminiumiodid
- Ammoniumiodid
- Antimon(III)-iodid
- Arsen(III)-iodid
- Bariumiodid
- Bismut(III)-iodid
- Blei(II)-iodid
- Cadmiumiodid
- Caesiumiodid
- Kaliumiodid
- Kupfer(I)-iodid
- Lithiumiodid
- Magnesiumiodid
- Natriumiodid
- Nickel(II)-iodid
- Quecksilber(II)-iodid
- Scandiumdiiodid
- Silberiodid
- Zinkiodid